# Craterul Shoemaker

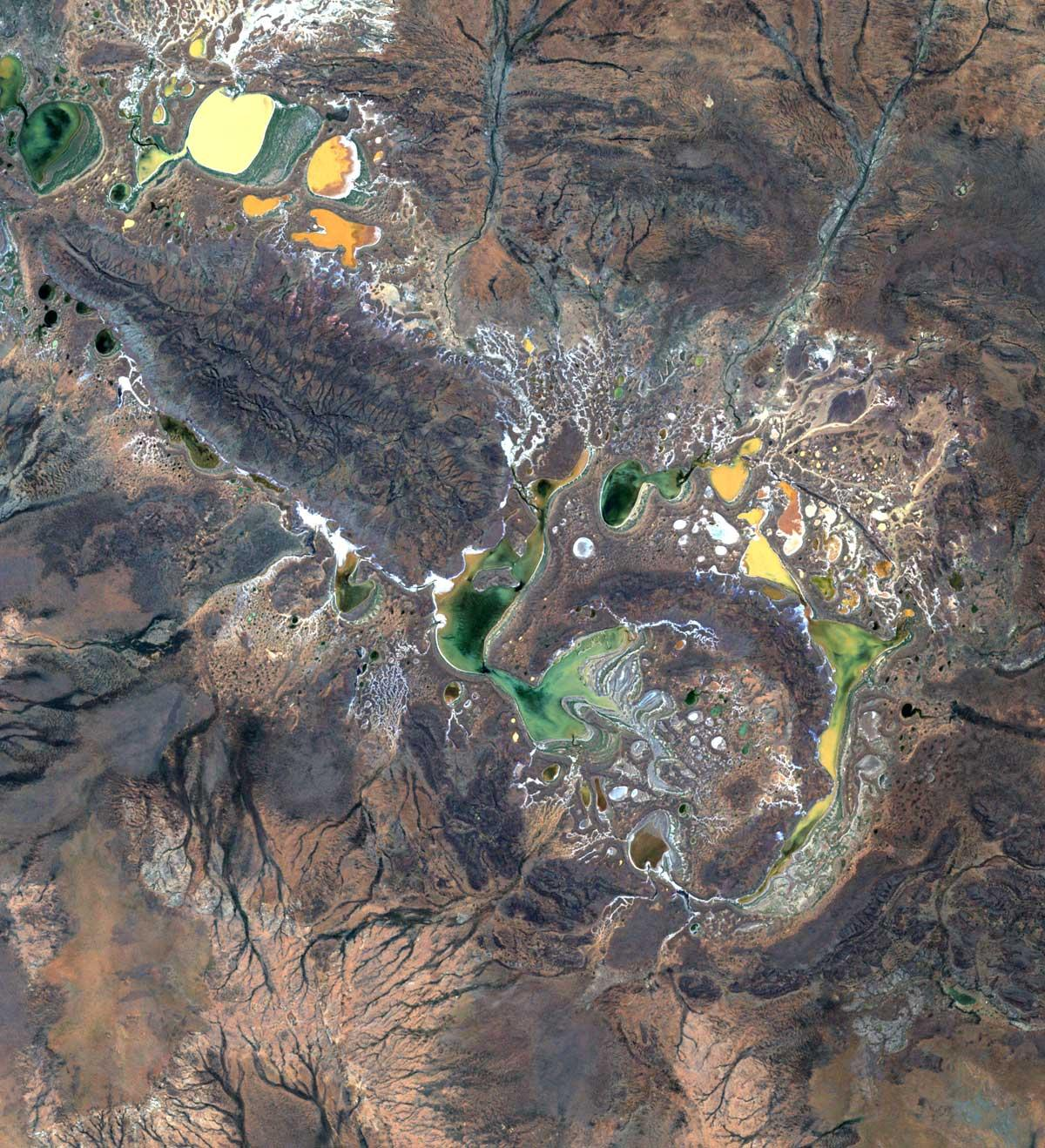
Craterul Shoemaker văzut din spațiu.

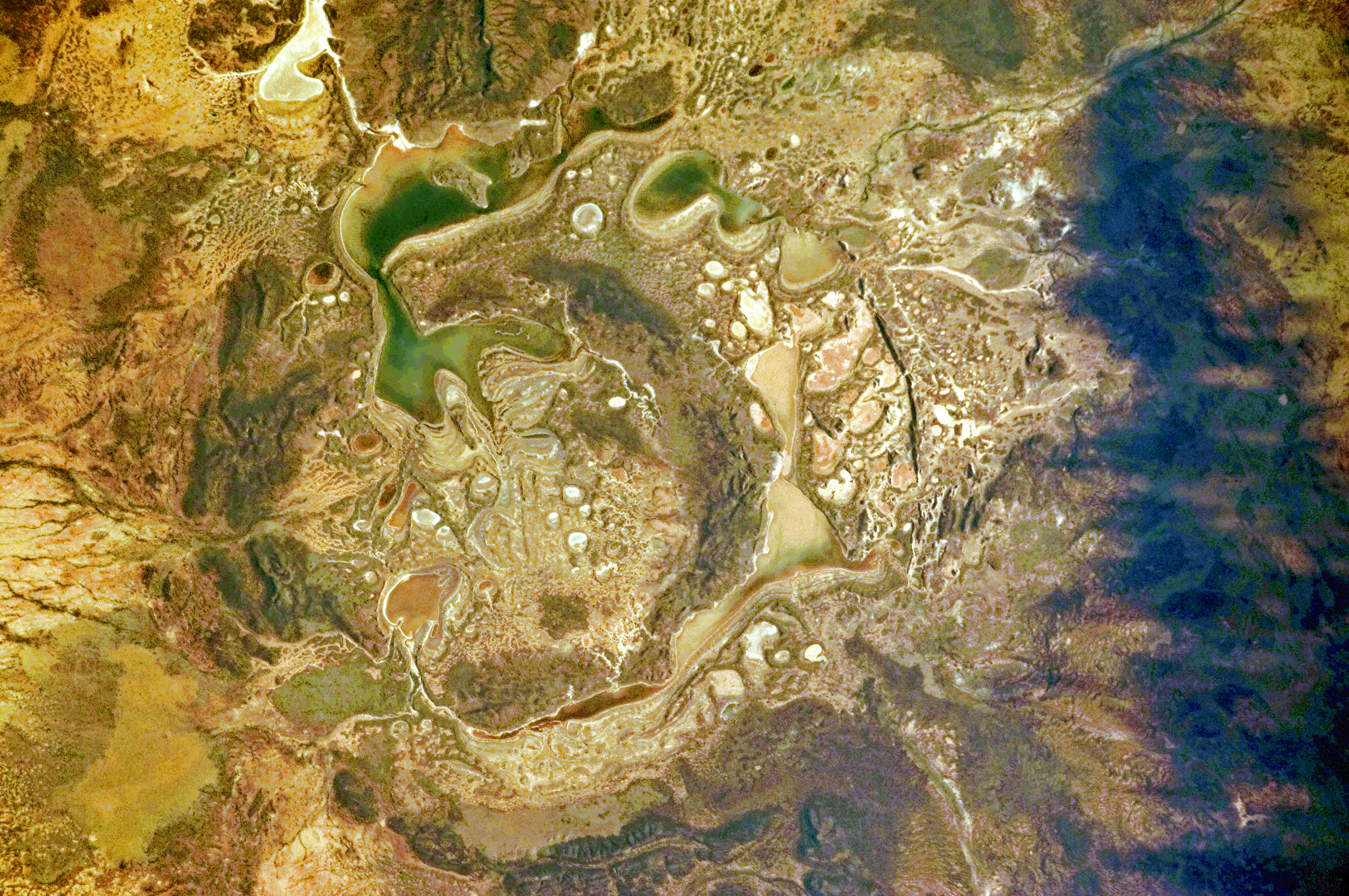
Situl de impact.

Shoemaker este un crater de impact meteoritic în Australia de Vest, Australia.

## Date generale
Acesta este numit în onoarea geologului Eugene Shoemaker. Prima sugestie, că această structură ar putea fi una de impact, a fost publicată în 1974. Cercetările ulterioare au relevat dovezi definitive pentru această ipoteză, inclusiv prezența conurilor distruse și a cuarțului șocat.
Craterul are un diametru de 30 km și are vârsta estimată la mai puțin de 1.630 ± 5 milioane ani.